# Lijst van encyclieken van paus Paulus VI
Dit artikel bevat een lijst van de 7 encyclieken van Paus Paulus VI.
|    | Titel (Latijn)          | Onderwerp                                                            | Datum             |
| -- | ----------------------- | -------------------------------------------------------------------- | ----------------- |
| 1. | Ecclesiam Suam          | De Kerk: voortgang en het concilie                                   | 6 augustus 1964   |
| 2. | Mense Maio              | oproep tot gebed tot Maria in de komende meimaand                    | 29 april 1965     |
| 3. | Mysterium Fidei         | De leer en de verering van de Heilige Eucharistie                    | 3 september 1965  |
| 4. | Christi Matri Rosarii   | Speciale gebeden ter ere van de Moeder Gods tijdens de maand oktober | 15 september 1966 |
| 5. | Populorum Progressio    | De ontwikkeling van de volkeren en politieke orde                    | 26 maart 1967     |
| 6. | Sacerdotalis Caelibatus | Het priestercelibaat                                                 | 24 juni 1967      |
| 7. | Humanae Vitae           | Het menselijk leven en de geboorteregeling                           | 25 juli 1968      |